# Ted van Lieshout

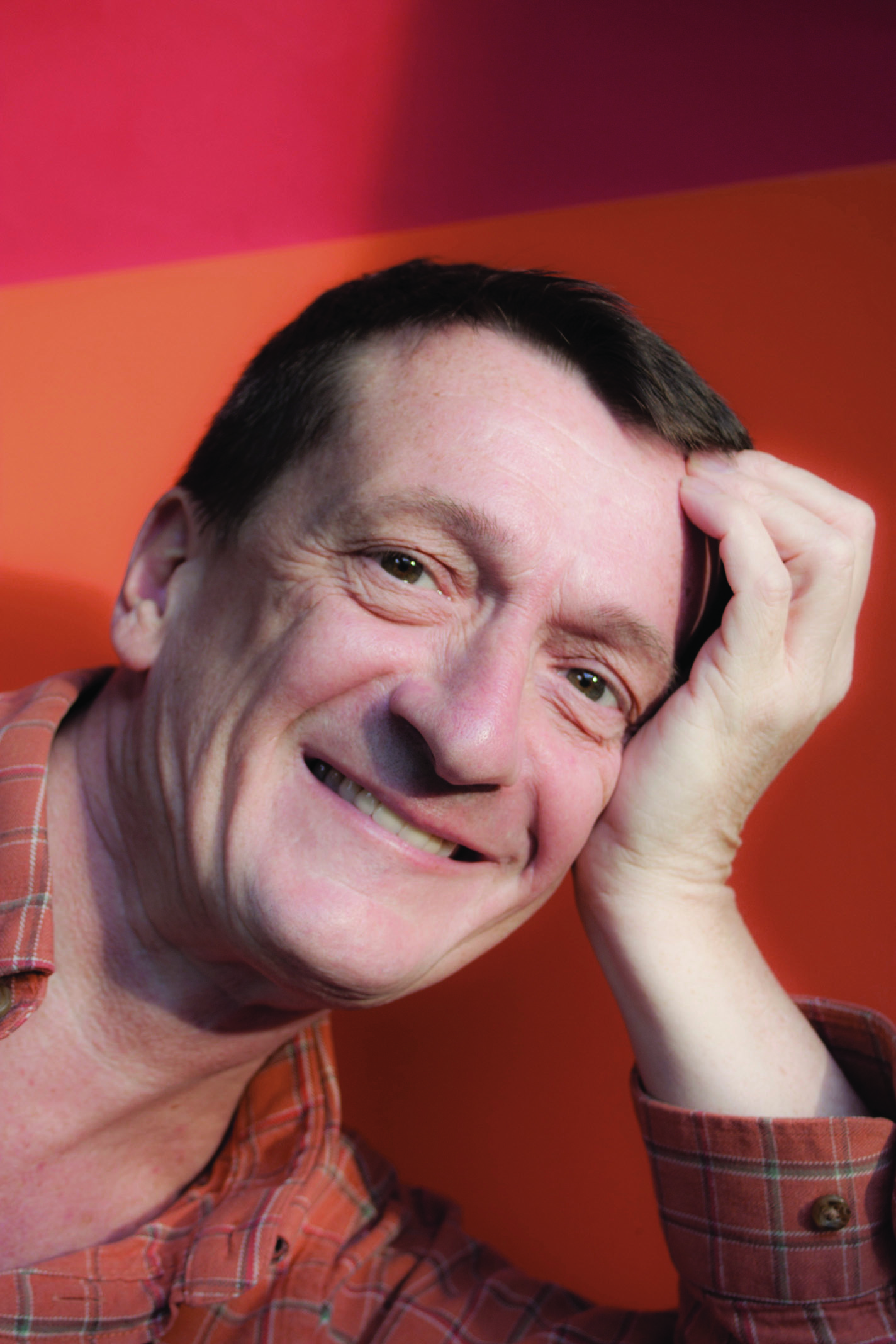
Ted van Lieshout (2010)

Theodorus Adrianus van Lieshout (* 21. Dezember 1955 in Eindhoven) ist ein niederländischer Grafiker, Illustrator, Dichter und Autor von Kinderbüchern, Erzählungen, Hörspielen und Theaterstücken.
Für Begin een torentje van niks gewann er 1995 den Gouden Griffel. Für seinen Jugendroman Gebr. (dt. Bruder) erhielt er 1999 den Deutschen Jugendliteraturpreis. Er erhielt das Charlotte Köhler Stipendium als bester neuer Kinder- und Jugendbuchautor. (Quelle: Lieshout, Ted van: Bruder. Middelhauve Verlag, München, 2000, unpaginiert [S. 175])

## Werke (Auswahl)
- Luitje en de limonademoeder, 1987; dt. Lisa und die Limonadenmutter
- De allerliefste jongen van de hele wereld, 1988; dt. Der allerliebste Junge von der ganzen Welt
- Kind te huur, 1989; dt. Kind zu vermieten
- Ik ben een held, 1990; dt. Ich bin ein Held
- Begin een torentje van niks, 1994
- Gebr., 1996; dt. Bruder
- Begin een torentje van niks, 1994
- Zeer kleine liefde, 1999; dt. Sehr kleine Liebe, Susanna Rieder Verlag 2014